# Morabatí (moneda)

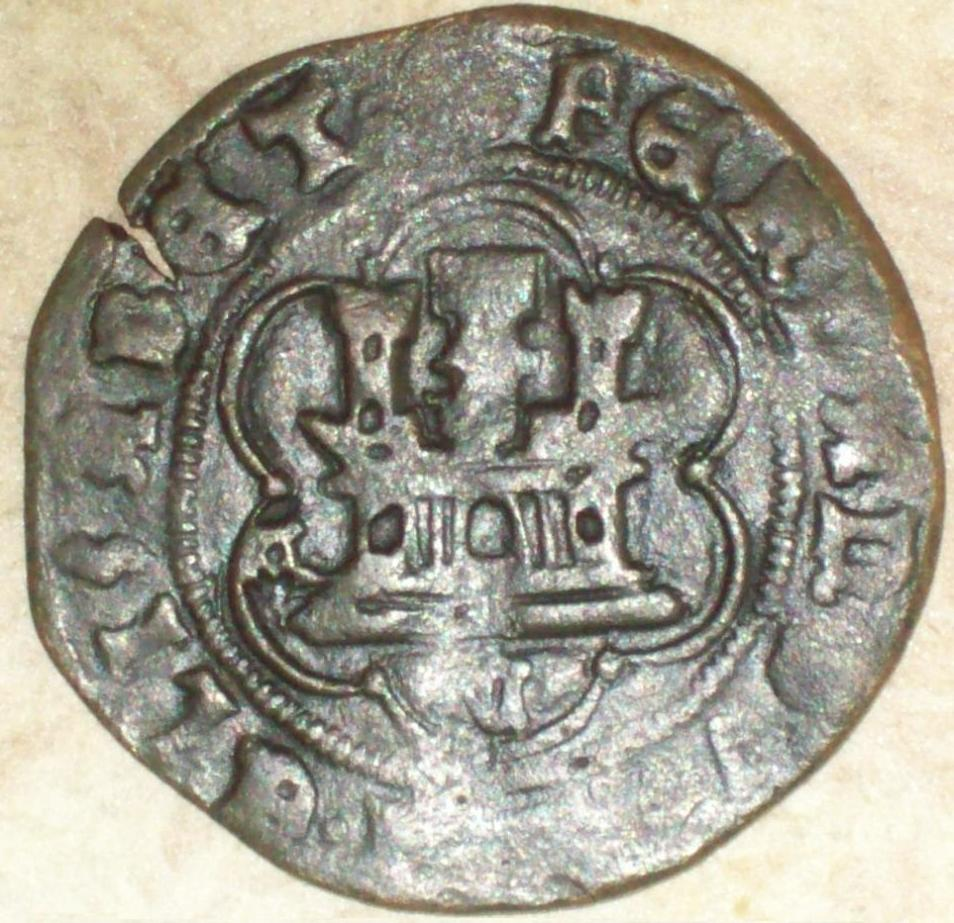
Moneda de 4 morabatins de coure dels Reis Catòlics

El morabatí o maravedís (en castellà maravedí o maravedís) fou una antiga moneda de la península Ibèrica. Al regne de Castella, la moneda d'or començà a ser encunyada cap al 1172 per Alfons VIII de Castella, i de seguida per Ferran II de Lleó en peces anomenades maravedís o morabetí, nom que significa moneda almoràvit; les de Castella aleshores eren aràbigues i bilingües. Això significa que tenien forma aràbiga però fons i significació cristiana en les llegendes àrabs.
Les monedes duien una petita creu i el nom d'Alfons en xifra llatina i es van fer entre 1214 i 1255. S'encunyaren, sens dubte, per tal de facilitar el comerç amb els musulmans als dominis de Castella. El morabatí fou substituït per la dobla, després d'Alfons X de Castella.
L'argent fi fou encunyat en monedes castellanes per Alfons X el Savi, que constituí el gros morabatí d'argent o burgalès, equivalent a la sisena part de l'abolit morabatí d'or. Més tard, el burgalès es transformà en morabatí novè, que n'era la quarta part.
A partir de l'any 1497 un ral tenia un valor de 34 morabatins.

## Altres morabatins
A part d'aquestes monedes castellanes i lleoneses, en català s'anomenava també morabatí el dinar d'or musulmà propi dels almoràvits i el dirhem d'argent medieval. També en deien morabatins de les monedes d'or del segle xii encunyades per Frederic I Barba-roja, rei de Sicília.